# STS-51-I
STS-51-I (englisch Space Transportation System) ist eine Missionsbezeichnung für das US-amerikanische Space Shuttle Discovery (OV-103) der NASA. Der Start erfolgte am 27. August 1985. Es war die 20. Space-Shuttle-Mission und der sechste Flug der Raumfähre Discovery.

## Mannschaft
- Joe Engle (2. Raumflug), Kommandant
- Richard Covey (1. Raumflug), Pilot
- James van Hoften (2. Raumflug), Missionsspezialist
- John Lounge (1. Raumflug), Missionsspezialist
- William Fisher (1. Raumflug), Missionsspezialist

## Missionsüberblick
Zwei Startversuche für diese Mission mussten abgebrochen werden. Am 24. August fiel der Entscheid aufgrund der Witterungsbedingungen bei T-5 Minuten, am 25. August zwang der Ausfall des Bordcomputers Nr. 5 zum Abbruch. Schließlich startete Discovery am 27. August, nachdem ein Schiff im gesperrten Seegebiet vor Florida nochmals für drei Minuten Verspätung gesorgt hatte. 
Das Ziel der Mission war es, die drei Kommunikationssatelliten ASC-1, AUSSAT-1 und LEASAT-4 in die Umlaufbahn zu bringen sowie den mit der Mission STS-51-D ausgesetzten defekten Satelliten LEASAT-3 einzufangen, zu reparieren und wieder auszusetzen. Wegen eines Manipulationsproblems musste AUSSAT-1 bereits einen Tag früher als geplant ausgesetzt werden. Aus diesem Grund wurde die Mission um einen Tag gekürzt. LEASAT-4 wurde planmäßig in seine Umlaufbahn gebracht, konnte dort aber später nicht in Betrieb genommen werden, da eine der UHF-Sendeantennen defekt war. Die Reparatur an LEASAT-3 verlief erfolgreich, dazu waren Außenbordarbeiten von Fisher und van Hoften von insgesamt elf Stunden und 27 Minuten Dauer notwendig.
Die Landung erfolgte planmäßig in Edwards Air Force Base in Kalifornien. Discovery wurde fünf Tage später mittels eines Spezialflugzeuges nach Cape Canaveral, Florida zurücktransportiert.

## Galerie

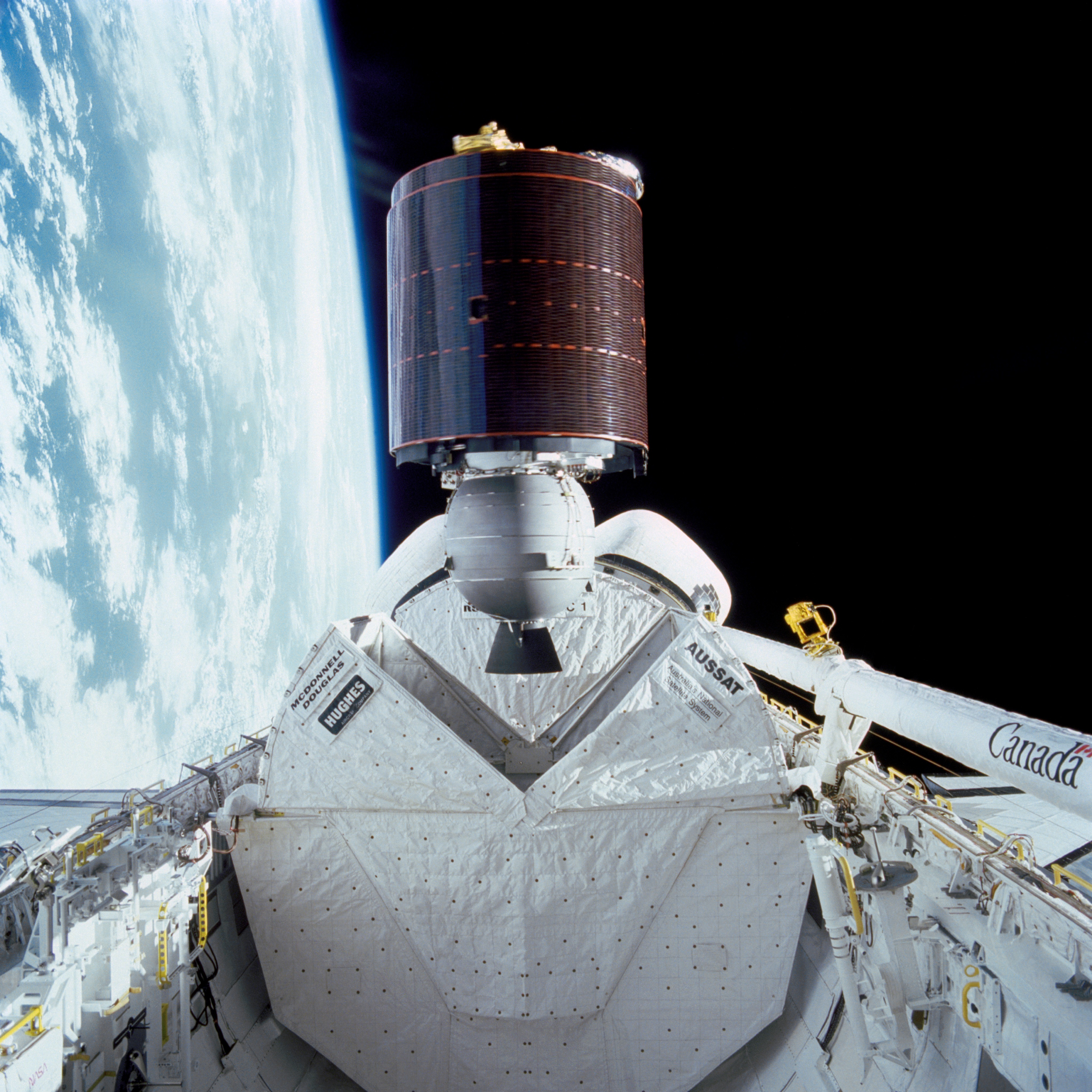
Aussetzen von AUSSAT-1
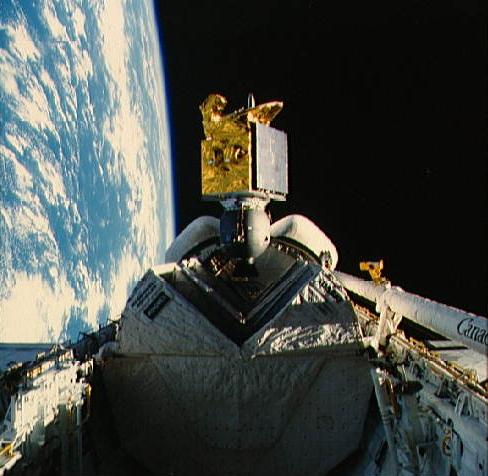
Aussetzen von ASC-1
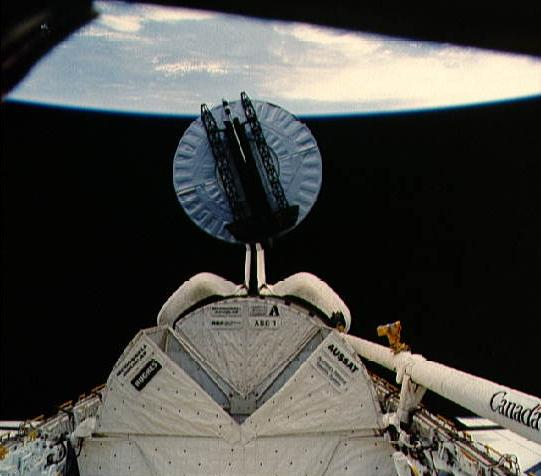
Aussetzen von LEASAT-34
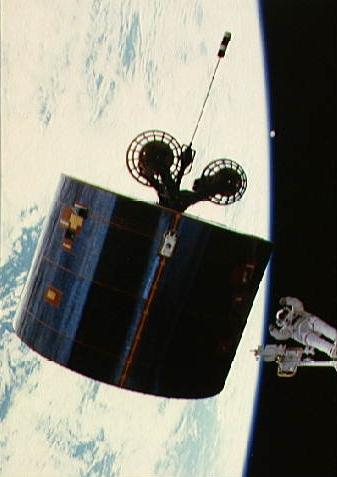
Der Astronaut Van Hoften arbeitet an LEASAT-3